# Mednyánszky Sándor
Medgyesi Mednyánszky Sándor (Eger, 1816 – Budapest, 1875. április 24.) 1848–1849-ben honvéd-ezredes, politikus.

## Életpályája
Apja Mednyánszky István, Trencsén megye főszolgabírája, anyja Zamaróczy Anna volt. 1832-ben a katonai pályára lépett és a 40. gyalogezredben előbb hadapród, később főhadnagy lett, de az 1840-es évek elején a szolgálatból kilépett, mivel a hadseregben uralkodó szellemmel nem tudott megbékélni. 1848-ig Karloban (Sopron megye) mint harmincados szolgált. 
Az 1848–49-es forradalom és szabadságharc kitörésekor beállt honvédnek és csakhamar hadnagy lett; a honvédelmi bizottsághoz a népfölkelés szervezésére tervet nyújtott be, melynek foganatosításával meg is bízták. Győr megyében szabad csapatot alakított, melynek magvát 40 börtönből kibocsátott rabló képezte. E portyázó (gerilla) szabad csapattal mint százados a hadsereg balszárnyán a Bakony felé működött. 1849 februárjában szülővárosát is meglátogatta, ahol 300 önkéntes esküdött zászlaja alá. Ezután Aulich táborában, mint karsegéd, vett részt az áprilisi és májusi csatákban, majd Komáromba vonult és az augusztus 3-i kitöréskor Klapka György őt küldte 3000 főnyi dandárral a dunántúli vármegyékbe, hogy ott új hadsereget szervezzen. Ez sikerült is neki, de időközben Világosnál a fegyvert letették és Komárom is kapitulált. Klapka őt küldte ki Haynauhoz egyezkedésre. A kapitulációs pontokat ő is aláírta. 
Ekkor kivándorolt és 18 évig Londonban élt, ahol eleinte "tollal kereste kenyerét", majd 1853-tól egy bankháznál nyert alkalmazást; 1859-ben tagja volt az olaszországi légiónak. 1866-ban a porosz-osztrák háborúban ő szervezte a magyar csapatot. Ezután Kossuth mellett élt Torinóban 1869-ig, amikor hazajött. 1870-ben a szigetvári kerület megválasztotta országgyűlési képviselőnek és 1875. április 24.-én Budapesten történt haláláig az 1848-as párt híve maradt.

## Családja
Első neje angol nő volt, aki 1867-ben meghalt. 1871-ben másodszor is megnősült, Fialka Piroskát vette feleségül.

## Megjelent cikkei
- A győri portyázók viszontagságai (Honvéd-Album, 1866)
- Egy száműzött naplójából (Honvéd-Menház Albuma, 1870)
- A vértetűről (Kertészeti Füzetek, 1885)

## Munkái
- Rural and historical gleanings from Eastern Europe. By Miss A. M. Birkbeck. (London, 1854) [2. kiadás. E munkáját nejének mondta tollba, és mivel nem akarta nevét nyilvánosságra hozni, neje nevét nyomatta a címlapra. Magyarországról szóló történelmi és néprajzi cikkeket foglal magába].